# フィフィ・ザ・フリー
フィフィ・ザ・フリー（Fifi The Flea）は、かつて存在した日本のグループ・サウンズ、ロックバンドである。

## メンバー
- 曽根隆（リーダー、オルガン、ボーカル　1946年-2012年） 後にいずみたくシンガーズ
- まぶちはじめ（ギター、電気フルート、ボーカル、1948年生-2020年5月6日[1][2]）後に淡海悟郎とミクロコスモスII
- うつみ伸一（ボーカル、ベース、1948年 生）
- 吉田一夫 （ギター、1948年 生）後にいずみたくシンガーズ
- 鈴木のり（ドラムス、1950年 生）元エクセル・グループ、後にいずみたくシンガーズ、ベーカー・ショップ・ブギ、やぎのり&サンペイ（2008年5月から、ベーカー・ショップ・ブギと兼任）

旧メンバー
- 原田康彦、下賀某 、村上某（いずれもドラムス）

## 概要
村井邦彦アルファ・レーベル第一弾に選ばれたバンド。村井邦彦が作曲家・編曲家としての才能を発揮し、シングル「栄光の朝」は「ニューミュージック」の先取りとされる。廃盤ブームからグループ・サウンズ再評価が始まった1980年代、山下達郎のラジオ番組『サウンドストリート』（NHK-FM）の紹介やサバービア、ソフトロックブームから再び注目される。アソシエイション、ザ・トレメローズなどをコーラス重視でカバー、卓越したコーラス、ハーモニーが再評価された（雑誌VANDA26号・1992年）。

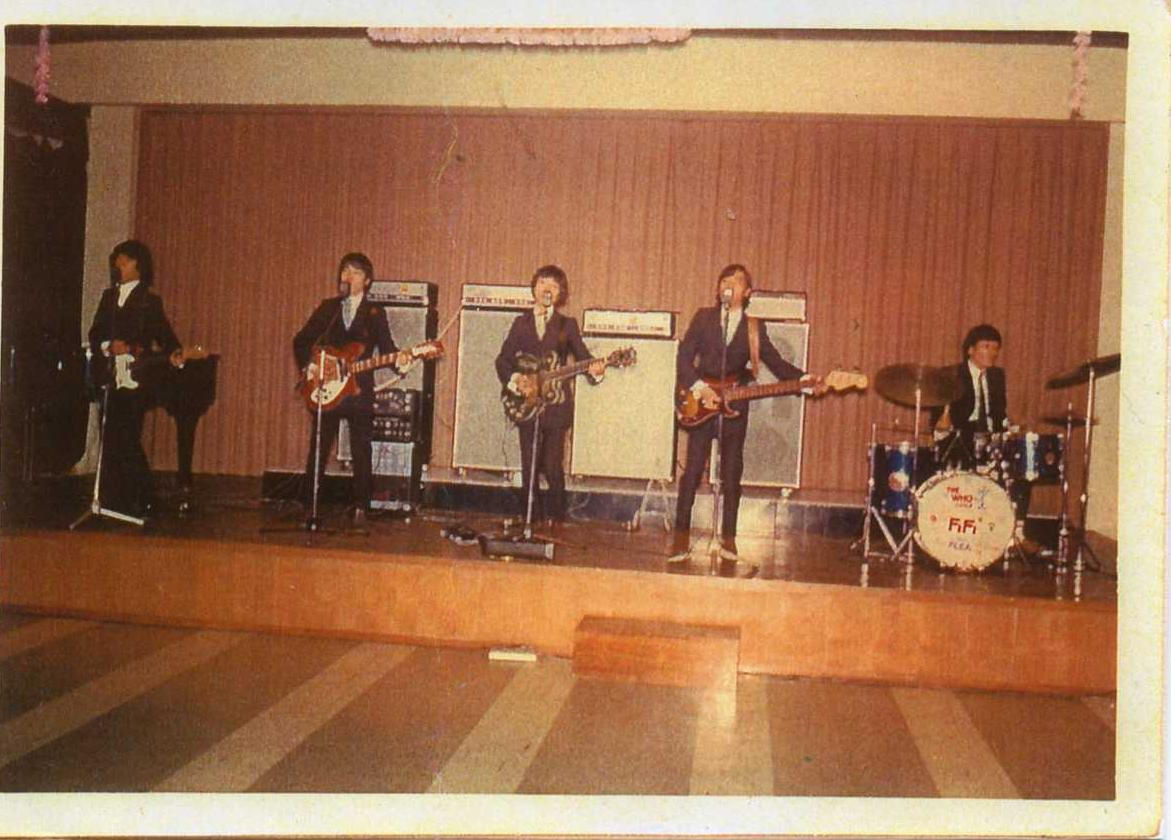
フィフィ・ザ・フリー、レコードデビュー前後。ドラムスは原田康彦

1967年7月大阪芸術大学軽音楽部で結成、バンド名はホリーズ（The Hollies）のアルバム『Would You　Believe?』の楽曲から。当初の表記は「フイフイ・ザ・フリー」（「イ」が大文字）。地元大阪を拠点に、ラジオ関西、MBSラジオ『MBSヤングタウン』に準レギュラーで定期出演し、その評判から大阪「メキシカン」「ナンバ一番」など主だったジャズ喫茶やプール、デパート催事場などのスポット、野外の新車発表会（「オール・スズキ・フェスティバル」フロンテSS発表会）など、関西各地の地域イベントで出演演奏を重ねる。エコー・プロダクションの招聘で東京へ拠点を移し、そののちに札幌で約一年間に及ぶ滞在を挟み活動した。以下、確認出来た資料記録から。
- 1967年
  - 5月、フェスティバルホールコンテスト優勝（Y.A.C/日本楽器主催）
  - 7月27日　第1回Y.A.Cロックカーニバル出演（サンケイホール）大阪（Y.A.C/日本楽器主催）（ビートルズ "愛こそはすべて" を演奏）。
  - 8月　海南市夏祭り出演
- 1968年
  - 1月6日　ラジオタイアップイベント「横山プリンを葬る会」出演[8]
  - 6月26日　シャドウズと共演（フェスティバルホール・初来日ツアー、東京公演はザ・ワイルドワンズ、ザ・サベージほか）[9]
  - スタートピックス（スポーツニッポン）収録で東京へ[要出典]
- 1969年
  - 4月　エコー・プロダクション[10]のスカウトを受け東京へ。ジャズ喫茶、ラジオ、TV番組出演や泉アキ、川奈ミキらのバックバンドも務める。
  - 4月28日　KRC（国際ラジオセンター）スタジオにてデモテープ録音[要出典]
  - 6月6日　デモ曲録音「ふたりのサンバ」（録音場所不詳）[要出典]
  - 6月29日　スペースカプセル（東京　赤坂）専属で契約出演（出演中ドラムスが交代、鈴木のりへ）
  - 9月4日　ミュージカル『ヘアー』オーディション参加（吉田は不参加）[要出典]
- 1970年
  - 4月　札幌のナイトクラブ「ジャッド (JUDO)」[11] 専属で契約、延長で約一年滞在。ナイトクラブ「ジャッド」ではフィリピン人バンド「メンズ・フューリー」と共演。同地では平行して、札幌オリンピック関連の北海道放送、ヤマハ等の主催イベント、別途のブッキングによる米軍キャンプ（千歳基地）に出演。HBCラジオ・『ジャッドで踊ろう』などに出演。
  - 7月　ラジオ番組『ジャッドで踊ろう』公開録音（蘭島海岸・小樽市（1970年7月28日PM12:00～放送）[要出典]
  - HBC後援で映画『ウッドストック』の地域プロモーションで演奏参加
  - 11月25日　「ジミー・スミスでゴーゴー」（コスモ・ビラ札幌）共演：ジミー・スミス、たらんぼ（LMA札幌主催）[要出典]
  - 12月1日　「ライトミュージックフェスティバル」（道新ホール・札幌）共演：赤い鳥、ジプシー・アイ（LMA札幌主催）
- 1971年
  - 2月　第22回さっぽろ雪まつり　HBC公開録音出演
  - 東京、ミスティ（六本木）定期出演
  - 専属契約で広島へ。
    - 同じ所属事務所のザ・ジャガーズが1971年7月に解散[12]。以降のスケジュール一部をフォロー（ザ・ジャガーズは、かつて沖津ひさゆき脱退直後に、まぶちはじめが合間を繋ぎつつサポートしている）[要出典]。
- 1972年3月　東宝ミュージカル『裸のカルメン』（3月7日-29日）ロック・パート伴奏（オーケストラと共演）を務め解散[13]。その後、曽根隆、吉田一夫、遅れて鈴木のりがいずみたくシンガーズへ参加した[要出典]。

## ディスコグラフィー

### シングル
| 発売日         | レーベル         | 品番     | 面 | タイトル                 | 作詞           | 作曲                | 編曲       | 備考                         |
| -------------- | ---------------- | -------- | -- | ------------------------ | -------------- | ------------------- | ---------- | ---------------------------- |
| 1969年4月25日  | ユニオンレコード | UH-76    | A  | おやじのロック           | 生方めぐみ     | 松田篝              |            |                              |
| 1969年4月25日  | ユニオンレコード | UH-76    | B  | ひとりぼっちのバラード   | 松田篝         | 松田篝              |            |                              |
| 1969年2月      | テイチクレコード | SN-734   | A  | チェンジ・ユア・マインド | 中山啓子       | 曾根隆 補：加納光記 | 山倉たかし |                              |
| 1969年2月      | テイチクレコード | SN-734   | B  | 恋の神話                 | 池田充男       | 山倉たかし          |            |                              |
| 1969年11月10日 | アルファレコード | Z-1      | A  | 栄光の朝                 | 山上路夫       | 村井邦彦            |            |                              |
| 1969年11月10日 | アルファレコード | Z-1      | B  | 戦争は知らない           | 山上路夫       | 村井邦彦            |            |                              |
| 1970年6月      | アルファレコード | Z-4      | A  | ワイト・イズ・ワイト     | 邦詞：山上路夫 | Roland_Vincent      |            | Michel Delpech作のカヴァー曲 |
| 1970年6月      | アルファレコード | Z-4      | B  | イエスタデイ・トゥデイ   | 邦詞：山上路夫 | Roland_Vincent      |            |                              |
| 1971年7月      | RCAレコード      | JRT-1173 | A  | 限りなくあたえるもの     | 曽根たかし     | 羽根田武邦          |            |                              |
| 1971年7月      | RCAレコード      | JRT-1173 | B  | 素晴らしきGT             | 彦たけし       | 西山直彦            |            | 宮田自転車のCM曲             |

- おやじのロック／ひとりぼっちのバラード - 制作：竹本政治

当時のアングラ・ブーム、ビートルズ、サイケデリック時代のピンク・フロイドなどに影響された自主性の強い録音。グループ・サウンズ期に多く見られたレコード発売には企画制作のもと、演奏録音をあらかじめスタジオ・ミュージシャンが行うケースが多かった中では少ない事例の一つ。リード・ボーカルを曽根隆が担当、定期出演していた『MBSヤングタウン』放送のスタジオオフ時間に行われ、放送録音技術の懐元ではファズ・ギターにエンジニアが戸惑うなど、試行錯誤も伴ったとのこと（「ひとりぼっちのバラード」ストリングス・トラックスもこのスタジオで収録された）。放送局スタジオでの収録は、札幌の「シャロレーズ」など、録音環境が限られた地域事情等で数件知られている。
アングラ、サイケ、実験的音楽を意識して、おもちゃのピアノやガラガラなどを持参して収録に臨んだ（ステージでは三味線などを使用することもあった。演奏場所のTPOレパートリーで用い、常時の使用はしていない）。
「フィフィザフリーがヤードバーズやピンク・フロイドにヒントを得て（当時、フィフィザフリーはサイケ・ロックをやっていた）アレンジしたものです。おまけに雅楽を取り入れたりして。」、「（B面曲）間奏のギターでまぶち（ギター＆フルート）がビートルズの「ティル・ゼア・ウォズ・ユー」にインスパイアされたフレーズを弾いてます。」、「名前は思い出せないけど京都のあるジャズ喫茶に呼ばれ、（出演者紹介）立て看板で『本格派サイケデリック・ロック・バンド、フイフイザフリー、来たる！』と紹介されて面食らったこともありました。」、「（熱狂! GS『グループサウンズ図鑑』著黒沢進の記事にある)『特販部門から不幸なデビュー』については関係縁者がいて、契約が特販部門を介しただけ。普通のデビューでした（笑）」（吉田の述懐・「フィフィザフリーコンプリート・シングルズCD発売記念!?」から引用）
松田篝は作曲家、宝塚音楽学校などの音楽講師、またチューインガムの実父。大塚善章は親戚にあたる。この時代、松田はグループ・サウンズでオックスの福井利男、岩田裕二が在籍していたキングスに楽曲提供している。作詞者の生方めぐみは当時NHKアナウンサーの生方恵一。他の関西圏出身グループ・サウンズ系のバンド（ザ・リンド&リンダース、ファンキープリンス）と異なり、テイチク大阪支店での契約から原盤制作は、東京を介さないかたちで行われている。
- チェンジ・ユア・マインド／恋の神話

キャッチコピーは「2月5日堂々発売＿フイフイ・ザ・フリーの＿ボサノバのリズムで＿あなたに贈るオリジナル」
予約特典に「大阪四国団地区でレコード御予約の方先着200名様にぼくたちが1枚1枚描いたステキなイラストをプレゼント！」（原文ママ、宣伝リーフレット」から）。
一枚目同様、ジャケットイラストは曽根隆が担当（ほかにバンドの移動用ワゴン車、トヨタ・ダイナK170型の書込イラストのアートワーク、バンド解散後の後年に、藤村俊二著「おとこの台所」カバーイラスト担当した）。リード・ボーカルはうつみ伸一。2010年現在「恋の神話」マスターテープ所在は行方不朋。「色々なオリジナルをテイチクに聞いてもらって、シングルに決まったのがそのオリジナルの中で最もイージーなこの曲だったんで、ちょっとガッカリしたことを覚えてます」（吉田の述懐）。
- 栄光の朝／戦争は知らない

裏ジャケット、スチール写真は東京港で撮影。プロモーションフィルムも同時収録された。
シングル登用経緯について、「プロダクション側の売り込み」と「村井邦彦（又は周囲推薦）側から起用」もある。
演奏は江藤勲（ベース）、石川晶（ドラムス）らのスタジオ・ミュージシャンが担当、「4chテープレコーダーでコーラストラックを2回ダビングして厚みを出し（中略）、村井（邦彦）によれば、アソシエイションにゴスペル的な雰囲気を持ち込んだようなコーラス・サウンドを狙ったとのこと」。「『全日本歌謡選手権』は、全然覚えてないです。事前録音かナマかどうかも。（以下略）」、「アテレコ（口パク）といえば、『栄光の朝』かな、楽器持たず、踊ってただけの（ダサい）TV出演もありました。当然皆不満漏らしマネージャーには『仕事を選んでくれ』って文句言いました（笑）』（吉田の述懐）。
- ワイト・イズ・ワイト ／イエスタデイ・トゥデイ

村井邦彦がパリで入手した楽譜を元にしたとされ、他フォーリーブスなどと競作となった。当初ファンクラブ会報「イエスタデイ・トゥデイ」と「幸福（しあわせ）の朝」（作者不詳）で予告されていた。
B面リード・ボーカルは鈴木のり。「ソウルが全員苦手だったフィフィザフリーにファンキーでタイトなビートで新風を吹き込んだ鈴木のりのヴォーカルです。（彼はその後札幌でベイカーショップ・ブギのドラマーとして活躍しており、現在も一目置かれる存在ですね。）ただこの曲のドラムは石川晶でベースは江藤勲だったと思う」（吉田の述懐）。
- 限りなくあたえるもの／素晴らしきGT

「限りなくあたえるもの」作曲者「羽根田武邦」は、このシングルのプロデューサー、ロビー和田の別名。和田はカレッジ・フォークで演奏活動したのち歌謡曲やポップスのプロデュースに転じた。得意分野であるフォーク系コーラスやハーモニーから注目し自身が所属していた日本ビクターレコード傘下のRCAで起用となった。
B面「素晴らしきGT」は、「確かドラムスはつのだひろ、ギターは成毛滋です」、「スタジオに行ったらもうオケが出来ていました。それもキーの合わないしょうもないものが・・・」「適当に歌い（担当したコーラスは出来も悪かったのに）一回でOKが出てしまった。」（吉田の述懐）。
なお、シングル「おやじのロック／ひとりぼっちのバラード」以外4枚のシングルはスタジオ・ミュージシャンによる演奏。

### 8トラック・テープ
- 「最新ポップス･リクエスト32」1971年、ケイブンシャ、32YS-2802
  - カヴァー・インストゥルメンタル曲集、収録曲：青いリンゴ、お世話になりました、マミー・ブルー（ポップ･トップスの楽曲）ほか。楽曲によって曽根＝コルネット、まぶち＝フルート、吉田＝リードギター（普段はリズムギター）の珍しい編成が聞ける。

発売に至らなかったもの
- 恋の足あと・Traces（日本語詞　山上路夫、編曲　村井邦彦）
  - ステージ・レパートリーのひとつ。
  - Classics IVのカヴァー、ハーフ・ブリードがのちに発売。

- 虹と雪のバラード（曲：村井邦彦）
  - トワ・エ・モワでヒット。札幌オリンピックの壮行イベント等で演奏。

#### オリジナル曲
- あなたを想って　作詞：中山桂子、作曲：曽根隆[23]
- 春のにおいのプロローグ　詞曲：曽根隆
- 昔々のこと（作者不詳）
- 君の為なら（作者不詳）
- 風と花と夢（作者曽根隆）69年4月28日KRCでのデモテープに収録された。
- 「組曲/ロック・オペラ,風と花と夢～If-もしも（タイトル未確認）」（作者：曽根隆）
  - 原曲「風と花と夢」との追加変更、差違については未確認。

プロローグ　ナレーションと伴奏～朝日と小鳥とお花畑（パート1）～ナレーション～ふくろうとおじさん～ナレーション～森の動物達～ナレーション～クリスタル・ファンタジア～湖に何が起こったか～ナレーション～むかし、むかしの物語～朝日と小鳥とお花畑（パート2）～エピローグ　ナレーションと伴奏

### ステージ・レパートリー
ファンクラブ会報などで記載あるもの、当時のメモ、録音から。
同時代のニュー・ロックバンドと同様、ビートルズ、英米ロック・バンドのカバー、ディーン・マーティン、『誰かが誰かを愛してる』など、洋楽中心に豊富なレパートリーを持っていた。1969年の「ブルース･ブーム」ではジョン・メイオールなどを取り上げている。リード・ボーカルは主にうつみが担当、曲によって他メンバーやローディが参加した。
- （1969年頃）ブラック・マジック・ウーマン、黒いひつじ、サンシャイン・オブ・ラブ、ほか
- （1970年頃）二人のシーズン、トレイシズ、エンド・オブ・ザ・ワールド、アイム・ソー・グラッド、バルプルギス、ロウダウン（シカゴ、日本語版）[25]
- （1971年頃）ネヴァー・マイ・ラブ、スーパースター（デラニー&ボニー）、ゴーイング・アウト・オブ・マイ・ヘッド、ララは愛の言葉、シー・オブ・マイ・マッドネス

### オムニバス
- 『ソフトロックドライヴィン　栄光の朝アルファ編』
  - アルファミュージック　ALCA5089　1996年発売　選曲・解説　土龍団
- 『カルト・GS・コレクション　テイチク編　VOl.1』
  - TEICHIKU　 TECN 22178　1992年発売　監修解説　黒沢進
- 『カルト・GS・コレクション　テイチク編　VOl.2』
  - TEICHIKU　 TECN 22179　1992年発売
- 越天楽ゴーゴー～幻の名盤カルトGS／Cutie-Pop／Softrock Drivin'解放歌集
  - P-VINE　PCD-1531　1996年10月
- 『アングラ・カーニバル』
  - TEICHIKU　 TECN-25694　2001年1月発売
- ソフトロックドライヴィン　アルファ編[26]
  - ソニー・ミュージックダイレクト　MHCL-935　2006年11月 　解説著　土龍団

## 出演
ミュージカル「裸のカルメン」（日生会館）1972年3月7日-29日　出演：那智わたる、細川俊之